# Krajenka
Krajenka is een stad in het Poolse woiwodschap Groot-Polen, gelegen in de powiat Złotowski. De oppervlakte bedraagt 3,77 km², het inwonertal 3609 (2005).

## Verkeer en vervoer
- Station Krajenka